# Bobby Ball
Bobby Ball (Phoenix, Arizona, 1925. augusztus 26. – Phoenix, 1954. február 27.) amerikai autóversenyző.

## Pályafutása
1951-ben és 1952-ben részt vett a Formula–1-es világbajnokságba is beszámító indianapolisi 500 mérföldes versenyen. Az 51-es futamot ötödikként zárta, amivel két világbajnoki pontot gyűjtött. Az 1952-es viadalon meghibásodott autójában a sebességváltó, és nem ért célba.
1953. január 4-én a Carrell Speedway versenypályán súlyos balesetet szenvedett. Kómába esett, és tizennégy hónappal később, 1954. február 27-én elhunyt.

## Eredményei

### Indy 500
| Év       | Rajtszám | Rajthely | Eredmény | Körök | Élen | Kiesés oka    |
| -------- | -------- | -------- | -------- | ----- | ---- | ------------- |
| 1951     | 52       | 29       | 5        | 200   | 0    |               |
| 1952     | 55       | 17       | 32       | 34    | 0    | Sebességváltó |
| Összesen | Összesen | Összesen | Összesen | 234   | 0    |               |

| Indulás  | 2 |
| Pole p.  | 0 |
| Első sor | 0 |
| Győzelem | 0 |
| Top 5    | 1 |
| Top 10   | 1 |
| Kiesett  | 1 |

### Teljes Formula–1-es eredménylistája
(Táblázat értelmezése)

(Félkövér: pole-pozícióból indult; dőlt: leggyorsabb kört futott) 

| Év   | Csapat        | Modell    | Motor          | 1   | 2      | 3   | 4   | 5   | 6   | 7   | 8   | Helyezés | Pont |
| ---- | ------------- | --------- | -------------- | --- | ------ | --- | --- | --- | --- | --- | --- | -------- | ---- |
| 1951 | Blakely Oil   | Schroeder | Offenhauser L4 | SUI | 500 5  | BEL | FRA | GBR | GER | ITA | ESP | 19.      | 2    |
| 1952 | Ansted Rotary | Stevens   | Offenhauser L4 | SUI | 500 32 | BEL | FRA | GBR | GER | NED | ITA | -        | 0    |